# 大堡蒙古族乡
大堡蒙古族乡是中华人民共和国辽宁省丹东市凤城市下辖的一个民族乡。

## 名称由来
因驻地大堡而得名。堡为聚落通名，大为形容词，大堡是聚落较大之意。清朝蒙古族八旗兵奉命从北京等地移此驻防，蒙古族人口增多，加之其他民族先后迁入人口激增，形成一定规模的人口部落，得名大堡并一直延续至今。

## 政区沿革
1919年设大堡村，属凤城县东路二区管辖，1923年改称东大堡村，1938年设大堡村（乡镇级建制），辖大堡、三官、纪家、达子、闫家、爱河、龙凤、小堡、管家9个屯。
1945年10月中共改设大堡区辖9个村。1946年10月国民革命军设大堡乡，辖8个保。
1947年6月中共恢复大堡区，辖下堡、三官、纪家、达子、闫家、爱河、龙凤、小堡、管家、李家、康新、吴家12个村。
1950年10月撤销大堡区改称第四区，四区与二区（草河）合并设立第五区，将二区平安、保卫、黄岭子、山东沟4个村划入第五区，共辖16个村。
1956年2月将十区（石城区）并入五区设大堡区，辖大堡、黎明、爱路、爱河、草河、和平（闫家和黄岭）、康家、武装、石城、边沟、庙阳联合，合作（铁佛）大兴14个乡。
1958年3月大堡区撤销将大堡、黎明、爱路、康家、武装5个乡合并设立大堡区，其余并为草河乡、爱河乡、石城乡、庙阳乡、大洼乡。
1958年9月将大堡、草河、爱河乡合并成立大堡人民公社，辖保家、台山、武装、黎明、纪家、三官、大堡、闫家、关家沟、爱路、保林、龙凤、康家、秋千岭、平安、保卫、黄岭子、山东沟、管家、爱河等20个生产大队。
1961年将管家、保卫、平安、黄岭子、秋千岭、山东沟、爱河7个大队划出成立草河人民公社，康家大队划入石城人民公社。大堡人民公社只辖大堡、闫家、龙凤、保林、爱路、三官、黎明、纪家、武装、台山、保家、关家沟12个生产大队。
1983年9月撤销大堡人民公社改设大堡乡。
1984年5月撤销大堡乡设立大堡满族蒙古族乡。
1985年5月撤销大堡满族蒙古族乡改设大堡蒙古族镇。
2002年3月4日撤销大堡蒙古族镇改设大堡镇。
2003年10月撤销武装村、台山村合并设立武装村，撤销纪家村、三官村合并设立三官村，撤销保林村、龙凤村合并设立保林村，撤销闫家村、关家村合并设立闫家村，原辖12个村合并设立8个村。
2007年2月8日经省政府批准设立大堡蒙古族乡，设大堡居民委员会1个居委会，辖保家、黎明、三官、爱路、保林、大堡、闫家8个村，112个村民组。

## 自然地理
大堡蒙古族乡属辽东山区丘陵地带，地势北高南低，北部、东部为山区，西部、南部多丘陵，中南部地势平坦，有少量洼地。主要山脉有老黑山、大辈山，最高点为老黑山，海拔589.3m。主要河流有八道河、爱河，流向均为由北向南，流段总长为40公里，两大河系下游形成小面积平原，水源充裕，适宜种植水稻。大堡蒙古族乡政府所在地西北6公里处三官村西康家沟八道河东岸设有龙湾水文站，该站址建于1956年7月，主要观测八道河的河流、水位、降雨量、冰情等。
矿产资源有硫化铁、石墨、石灰石、灰矿等。
大堡蒙古族乡全年无霜期150-155天，年均降水量1086毫米，多集中在7月下旬和8月上旬。自然灾害有水灾、风灾、冰雹、旱灾等。
适宜种植的作物主要有玉米、大豆、水稻、烟草、花生、西瓜等。

## 人口面积
大堡蒙古族乡总面积262.2平方公里，耕地面积为63642亩，水田面积为10047亩。
全乡总户数7367户，在籍人口23964人，其中农业人口22510人，非农业人口1454人，人口自然增长率0.25‰。
大堡蒙古族乡是一个蒙古族人口较多的民族乡，蒙古族人口占总人口的35.6%，蒙古族姓氏有陈、韩、白、鄂、吴、康、戴、胡、石、苏等姓氏。其他民族还有满族、汉族、朝鲜族、回族、锡伯族、壮族、黎族、达斡尔族等民族。

## 名胜古迹
境内大堡村北山村民组古城址是汉代古城址，地表有汉代和辽代砖瓦，附近有汉代古墓，《中国历史地图集》将西汉武次县城标注在此城址。有考古专家认为辽代贺州城亦为此城址。
境内有新石器晚期至青铜时代遗址鲁家沟西山遗址（位于武装村鲁家沟西山）1处、高句丽墓葬遗址胡家堡遗址（位于爱路村胡家堡影壁山南坡下高台地上）1处，证明从新石器时代便为人类在此生活，形成聚落。

## 行政区划
大堡蒙古族乡下辖以下村级行政区划单位：
大堡村、保家村、武装村、黎明村、三官村、爱路村、保林村和闫家村。